# Syrmoptera bonifacei
Syrmoptera bonifacei är en fjärilsart som beskrevs av Henry Stempffer 1961. Syrmoptera bonifacei ingår i släktet Syrmoptera och familjen juvelvingar. IUCN kategoriserar arten globalt som livskraftig. Inga underarter finns listade i Catalogue of Life.